# Parafia św. Maksymiliana Marii Kolbego w Czeluśnicy
Parafia św. Maksymiliana Marii Kolbego w Czeluśnicy – parafia rzymskokatolicka znajdująca się w diecezji rzeszowskiej w dekanacie Jasło Wschód. 
Parafię erygowano w 1972 roku.
Nowa parafia objęła wsie Czeluśnicę należącą poprzednio do parafii w Jaśle oraz Gąsówkę i Gliniczek z parafii w Tarnowcu.
Od 5 sierpnia 2023 roku funkcję proboszcza pełni ks. Czesław Matuła.